# Märta Torstenson
Märta Torstenson, död 21 december 1696, var en svensk hovfröken.

## Biografi
Märta Torstenson var dotter till greven Anders Torstenson och grevinnan Christina Catharina Stenbock. Hon var hovfröken hos änkedrottning Hedvig Eleonora. Torstenson avled 1696 och sörjdes av hela kungahuset för sin godhet och mildhet.
Torstenson var förlovad med landshövdingen Carl Gustaf Soop.